# Purtlhof

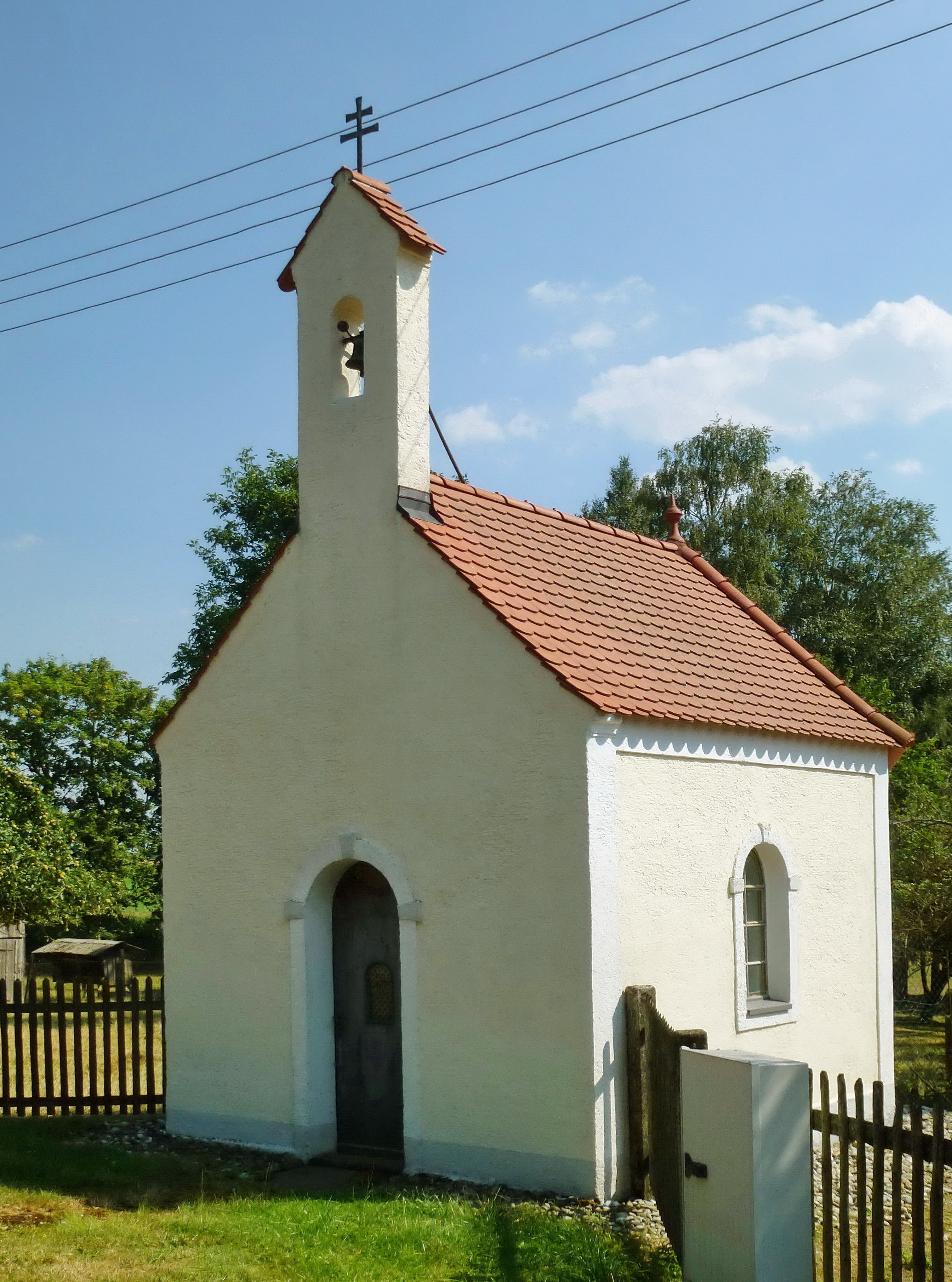
Lourdeskapelle

Purtlhof ist ein Ortsteil der Gemeinde Röhrmoos im oberbayerischen Landkreis Dachau.

## Lage
Der Weiler liegt knapp drei Kilometer südlich des Ortszentrums von Röhrmoos und ist mit diesem über Gemeindestraßen verbunden. Nach Ampermoching beträgt die Entfernung nur eineinhalb Kilometer. Purtlhof gehörte bereits vor der Gebietsreform in Bayern zur Gemeinde Röhrmoos.

## Geschichte
Purtlhof wurde in einer zwischen 957 und 972 entstandenen Urkunde (Freisinger Traditionen) erstmals erwähnt. Zu „Hanslbauernhof“ und „Michlbauernhof“ mit ihrer Jahrhunderte alten Geschichte kamen nach dem Zweiten Weltkrieg ein kleineres Anwesen, errichtet in einem Landessiedlungs-Projekt, und einige Wohnhäuser.

## Sehenswürdigkeiten
In der Liste der Baudenkmäler in Purtlhof ist als einziges Baudenkmal die 1904 errichtete Lourdeskapelle aufgenommen.